# John Castellani
John Castellani, né le 23 août 1926, est un ancien entraîneur américain de basket-ball.